# Pasar Mukomuko
Pasar Mukomuko is een bestuurslaag in het regentschap Muko-Muko van de provincie Bengkulu, Indonesië. Pasar Mukomuko telt 2354 inwoners (volkstelling 2010).